# Premis de la Copa Mundial de Futbol
Al final de cada torneig final de la Copa del Món de la FIFA, es lliuren diversos premis als jugadors i equips que s'han distingit en diversos aspectes del joc.

## Premis
- Actualment, el Grup d'Estudis Tècnics de la FIFA atorga cinc premis després dels tornejos:[1][2]
  - Pilota d'Or (actualment denominada comercialment "Pilota d'Or adidas") al millor jugador, concedit per primera vegada el 1982;
  - Bota d'Or (actualment denominada comercialment "Bota d'Or adidas", abans coneguda com a "Sabata d'Or adidas" de 1982 a 2006) al màxim golejador, concedida per primera vegada el 1982;
  - Guant d'Or (actualment denominat "Guant d'Or d'adidas", abans conegut com a "Premi Lev Iaixin" de 1994 a 2006) al millor porter, concedit per primera vegada el 1994;
  - Premi FIFA al Jugador Jove (anteriorment conegut com a "Premi al Millor Jugador Jove" de 2006 a 2010) al millor jugador menor de 21 anys al començament de l'any natural, concedit per primera vegada el 2006
  - Trofeu al joc net de la FIFA per a l'equip que hagi passat a la segona ronda amb el millor historial de joc net, concedit per primer cop el 1970;
- Actualment, el Grup d'Estudis Tècnics de la FIFA atorga un premi durant el torneig:
  - Home del Partit (actualment denominat comercialment com a "Home Budweiser del Partit") per la seva destacada actuació durant cada partit del torneig, concedit per primera vegada el 2002;
- Actualment hi ha dos premis votats pels aficionats després de la conclusió del torneig
  - Gol del Torneig, determinat per una enquesta del públic en general, concedit per primera vegada el 2006
  - equip més entretingut, per a l'equip que hagi entretingut més el públic durant el torneig final de la Copa Mundial, determinat per una enquesta del públic en general.
- Entre el 1994 i el 2006 es van atorgar altres premis:[3]
  - Equip Estrella, compost pels millors jugadors del torneig i elegit pel Grup d'Estudis Tècnics de la FIFA. A partir del 2010, tots els equips de somni o equips estadístics són extraoficials, segons informa la pròpia FIFA.

## Història
Des dels inicis del torneig, el títol de golejador ha estat un dels més cobejats i respectats, però només el 1982 va ser instituït oficialment. A causa dels errors en els registres dels primers tornejos, existeix discrepància sobre les xifres d'alguns jugadors, existint fins al dia d'avui dubtes sobre la quantitat de gols marcats per Oldřich Nejedlý, Leônidas da Silva, Ademir i Dražan Jerković, entre d'altres. Exemple d'això, és que solament en novembre de 2006, la FIFA va reconèixer oficialment un cinquè gol a Nejedlý que el va deixar com a únic màxim golejador de la Copa del Món 1934.
Des de 1982, la FIFA i Adidas han atorgat el premi de manera oficial. Només en dues oportunitats el guanyador d'aquest trofeu ha assolit guanyar el campionat: l'italià Paolo Rossi en 1982 i el brasiler Ronaldo en 2002. A més, ambdós han estat els únics a guanyar també la Pilota d'Or, encara que només Rossi va obtenir ambdós premis en el mateix torneig.
La següent taula mostra els jugadors acreditats amb el títol de màxim golejador i, des de 1982, amb la Bota d'Or.

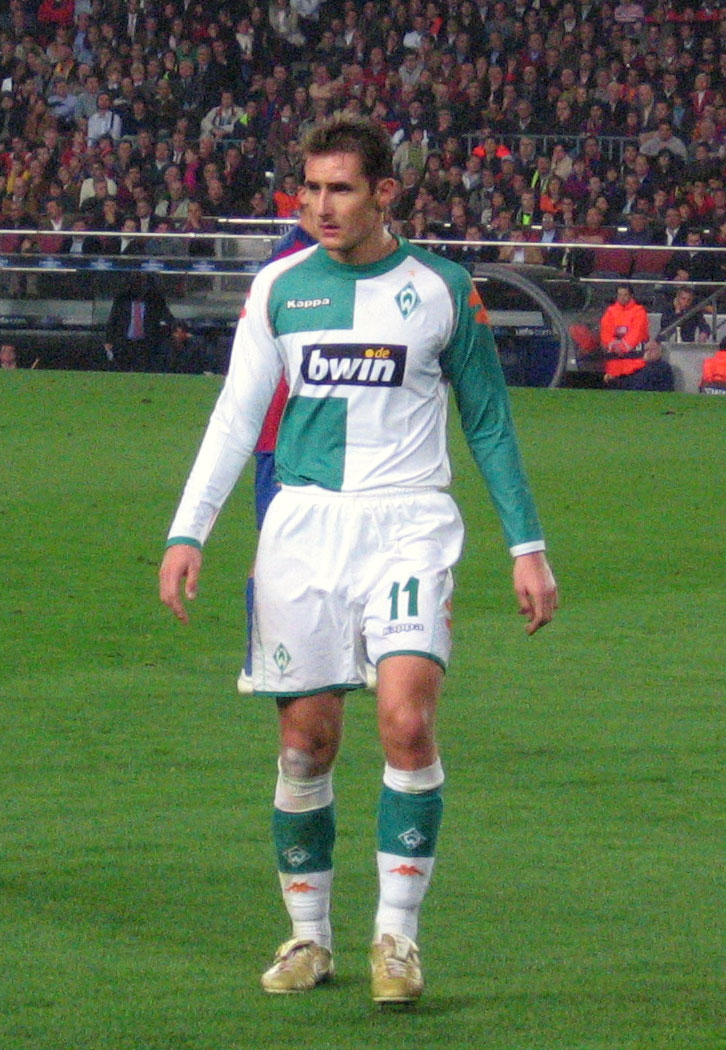
L'alemany Miroslav Klose, Bota d'Or de la Copa del Món 2006, amb cinc gols.

| Copa del Món               | Golejador            | Equip            | Gols |
| -------------------------- | -------------------- | ---------------- | ---- |
| Uruguai 1930               | Guillermo Stábile    | Argentina        | 8    |
| Itàlia 1934                | Oldřich Nejedlý      | Txecoslovàquia   | 5    |
| França 1938                | Leônidas da Silva    | Brasil           | 7    |
| Brasil 1950                | Ademir               | Brasil           | 9    |
| Suïssa 1954                | Sandor Kocsis        | Hongria          | 11   |
| Suècia 1958                | Just Fontaine        | França           | 13   |
| Xile 1962                  | Garrincha            | Brasil           | 4    |
| Xile 1962                  | Vavá                 | Brasil           | 4    |
| Xile 1962                  | Flórián Albert       | Hongria          | 4    |
| Xile 1962                  | Valentin Ivanov      | URSS             | 4    |
| Xile 1962                  | Dražan Jerković      | Iugoslàvia       | 4    |
| Xile 1962                  | Leonel Sánchez       | Xile             | 4    |
| Anglaterra 1966            | Eusébio              | Portugal         | 9    |
| Mèxic 1970                 | Gerd Müller          | Alemanya Federal | 10   |
| Alemanya Fed. 1974         | Grzegorz Lato        | Polònia          | 7    |
| Argentina 1978             | Mario Alberto Kempes | Argentina        | 6    |
| Guanyadors de la Bota d'Or |                      |                  |      |
| Espanya 1982               | Paolo Rossi          | Itàlia           | 6    |
| Mèxic 1986                 | Gary Lineker         | Anglaterra       | 6    |
| Itàlia 1990                | Salvatore Schillaci  | Itàlia           | 6    |
| Estats Units 1994          | Oleg Salenko         | Rússia           | 6    |
| Estats Units 1994          | Hristo Stoítxkov     | Bulgària         | 6    |
| França 1998                | Davor Šuker          | Croàcia          | 6    |
| Corea-Japó 2002            | Ronaldo              | Brasil           | 8    |
| Alemanya 2006              | Miroslav Klose       | Alemanya         | 5    |
| Sud-àfrica 2010            | Thomas Müller        | Alemanya         | 5    |
| Brasil 2014                | James Rodríguez      | Colòmbia         | 6    |
| Rússia 2018                | Harry Kane           | Anglaterra       | 6    |
| Qatar 2022                 | Kylian Mbappé        | França           | 8    |

En la Copa del Món 2006, es van instituir, a més, la "Bota de Plata" i la "Bota de Bronze", per als jugadors en el segon i tercer lloc de l'estadística de golejadors. Per a això, el criteri de selecció es basa primerament en qui marca més gols, en segon lloc pel major nombre d'assistències de gol i finalment per qui menys minuts va jugar.
La següent taula mostra els jugadors que han guanyat les botes d'or, plata i bronze.
| Copa del Món   | Golejador         | Equip         | Gols | Ass. | Min. |
| -------------- | ----------------- | ------------- | ---- | ---- | ---- |
| Alemanya 2006  | Miroslav Klose    | Alemanya      | 5    | 1    | 589  |
| Alemanya 2006  | Hernán Crespo     | Argentina     | 4    | 1    | 305  |
| Alemanya 2006  | Ronaldo           | Brasil        | 4    | 1    | 409  |
| Sudáfrica 2010 | Thomas Müller     | Alemanya      | 5    | 3    | 473  |
| Sudáfrica 2010 | David Villa       | Espanya       | 5    | 1    | 635  |
| Sudáfrica 2010 | Wesley Sneijder   | Països Baixos | 5    | 1    | 652  |
| Brasil 2014    | James Rodríguez   | Colòmbia      | 6    | 2    | 399  |
| Brasil 2014    | Thomas Müller     | Alemanya      | 5    | 3    | 562  |
| Brasil 2014    | Neymar            | Brasil        | 4    | 1    | 457  |
| Rússia 2018    | Harry Kane        | Anglaterra    | 6    | 0    | 573  |
| Rússia 2018    | Antoine Griezmann | França        | 4    | 2    | 570  |
| Rússia 2018    | Romelu Lukaku     | Bèlgica       | 4    | 1    | 476  |
| Qatar 2022     | Kylian Mbappé     | França        | 8    | 2    | 598  |
| Qatar 2022     | Lionel Messi      | Argentina     | 7    | 3    | 692  |
| Qatar 2022     | Olivier Giroud    | França        | 4    | 0    | 424  |